# Morong (Rizal)
Pour les articles homonymes, voir Morong.
Morong est une ville de 1re classe située dans la province de Rizal, aux Philippines. Selon le recensement de 2010 elle est peuplée de 52 194 habitants.

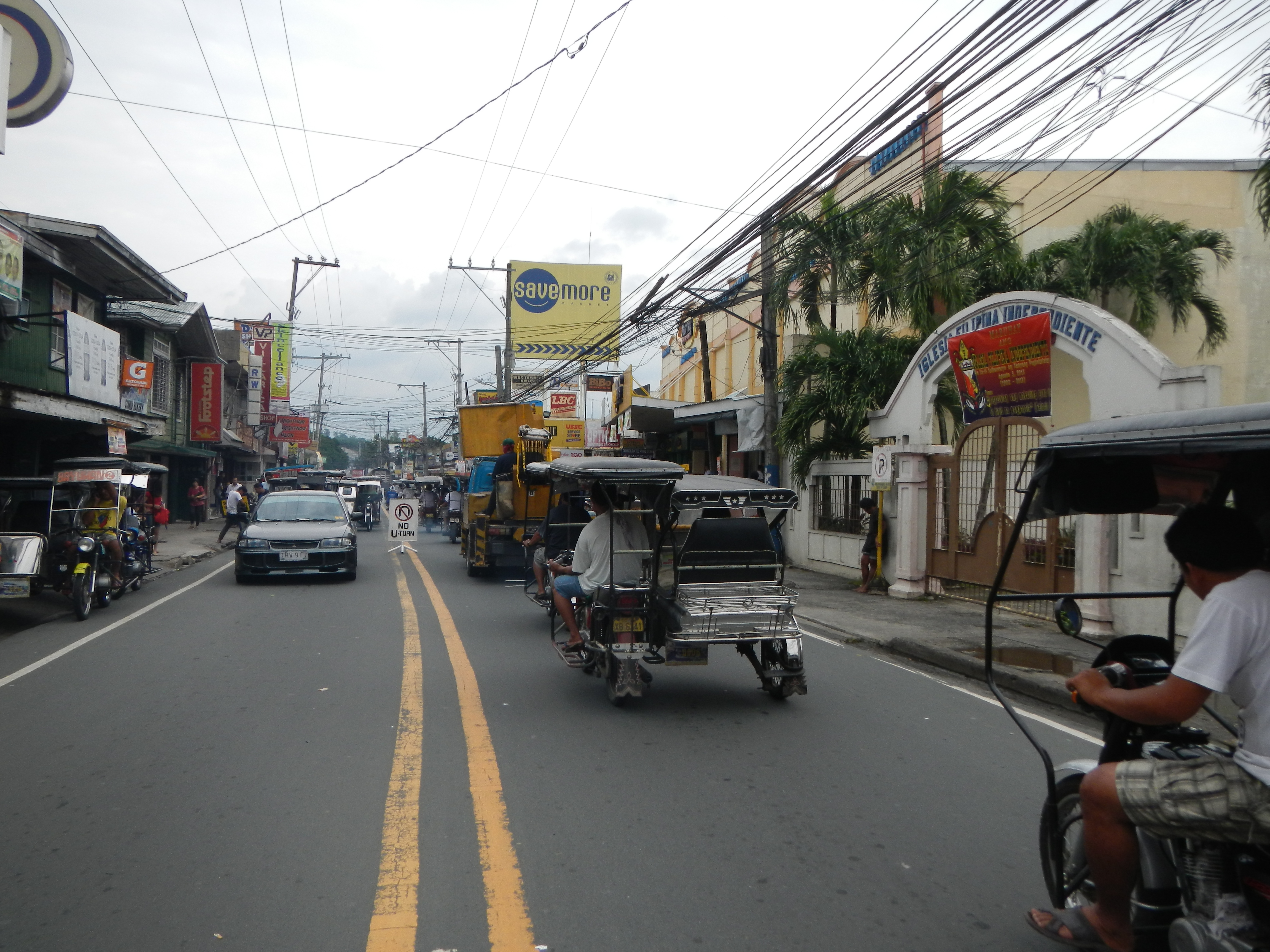
Rue de Morong

## Barangays
Morong est divisée en 8 barangays.
- Bombongan
- Caniogan-Calero-Lanang
- Lagundi
- Maybancal
- San Guillermo
- San Pedro
- San Jose
- San Juan

## Démographie
| Année | Habitants | Évolution |
| ----- | --------- | --------- |
| 1995  | 36 048    | -         |
| 2000  | 42 489    | 17,87 %   |
| 2007  | 50 538    | 18,94 %   |
| 2010  | 52 194    | 3,28 %    |